# أسباب ألم السرطان
يمكن أن يحدث ألم السرطان بسبب الضغط على، أو التحفيز الكيميائي لنهايات العصب المتخصصة في الشعور بالألم والتي تسمى (نوسيسبتور)، أو عن طريق التلف أو المرض الذي يؤثر على الألياف العصبية نفسها (ألم الأعصاب).

## علم الأوبئة
يحدث الألم في 53٪ من الاشخاص المصابين بالإصابة بسرطان خبيث و 59٪ من الاشخاص الذين يتلقون العلاج المضاد للسرطان و 64٪ من الاشخاص الذين يعانون من السرطان المتقدم، و 33٪ من الاشخاص بعد اكتمال العلاج العلاجي.
 الأدلة على انتشار الألم في سرطان تم تشخيصه حديثا نادرة. ووجدت إحدى الدراسات ألما في 38 في المائة من الأشخاص الذين تم تشخيصهم حديثا، بينما وجد آخر أن 35 في المائة من هؤلاء الأشخاص قد أصيبوا بألم في الأسبوعين السابقين، بينما أفاد آخر بأن الألم كان عرضا مبكرا في 18 إلى 49 في المائة من الحالات. أكثر من ثلث الأشخاص الذين يعانون من آلام السرطان يصفون الألم بأنه معتدل أو شديد.
وترتبط الأورام الأولية في المواقع التالية مع نسب عالية من الألم
- الرأس والرقبة (67 إلى 91 في المائة)
- البروستات (56 إلى 94 في المائة)
- الرحم (30 إلى 90 في المئة)
- الجهاز البولي التناسلي (58 إلى 90 في المئة)
- الثدي (40 إلى 89 في المئة)
- البنكرياس (72 إلى 85 في المائة)
- المريء (56 إلى 94 في المئة)

كل الأشخاص الذين يعانون من متقدمة المايلوما المتعددة أو متقدم ساركوما من المرجح أن يعانون من الألم.

## العدوى
عدوى الورم أو الأنسجة المحيطة بها يمكن أن يسبب الألم المتصاعد بسرعة، ولكن أحيانا يتم تجاهلها كسبب محتمل. واحدة من الدراسات وجدت أن العدوى كانت السبب في الألم في 4% من ما يقرب من 300 مريض بالسرطان. وصف تقرير آخر سبعة مرضى، والذين تصاعدت آلامهم بشكل كبير، وكان العلاج بـالمضادات الحيوية قد نتج عن تخفيف الألم في جميع المرضى في غضون ثلاثة أيام.ة

## الورم نفسه
الأورام يمكن أن تسبب الألم عن طريق سحق أو تدمير الأنسجة، أو عن طريق إخراج المواد الكيميائية التي تجعل مستقبلات الألم تستجيب للمؤثرات التي هي عادة غير مؤلمة.

### الأوعية الدموية
؛ تخثرالأوردة العميقة
ما بين 15 و 25 في المئة من تخثر الأوردة العميقة (دفت) هو سبب السرطان (في كثير من الأحيان عن طريق ضغط الورم الوريد). السرطانات الأكثر احتمالا أن تسبب دفت هي سرطان البنكرياس، سرطان المعدة، أورام المخ، سرطان الثدي المتقدم وأورام الحوض المتقدمة. قد يكون دفت أول تلميح بأن السرطان موجود. وهو يسبب التورم والألم (الذي يختلف من كثرة إلى تشنج غامض أو «ثقل») في الساقين، وخاصة الساق، ونادرا ما تكون في الذراعين.
؛ متلازمة الوريد الأجوف العلوي
قد يتم ضغط الوريد الأجوف العلوي (الوريد الكبير الذي يحمل الدم، والدم غير المؤكسج في القلب) عن طريق الورم، وغالبا سرطان الرئة غير الصغيرة الخلية (50 في المئة)، سرطان الرئة الخلايا الصغيرة (25 في المئة)، سرطان الغدد الليمفاوية، أو ورم خبيث، مما تسبب متفوقة الوريد الأجوف متلازمة. وتشمل الأعراض الشائعة ضيق في التنفس، وتورم في الوجه والعنق، وتمدد الأوردة في الرقبة والصدر، وآلام في جدار الصدر.

### الجهازالعصبي

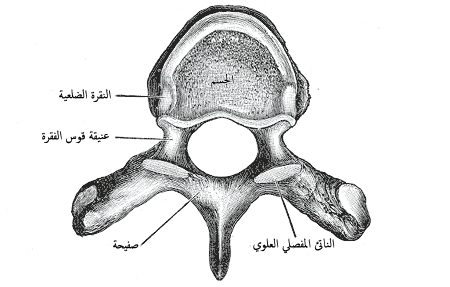
شكل. 1: فقرة من العمود الفقري للإنسان

ما بين 40 و 80 في المئة من المرضى الذين يعانون من آلام السرطان يعانون من آلام الأعصاب.
المخ
أنسجة الدماغ نفسها لا تحتوي على نوسيسبتورس. وأورام المخ تسبب الألم عن طريق الضغط على الأوعية الدموية أو الغشاء الذي يغلف الدماغ (السحايا)، أو بشكل غير مباشر عن طريق التسبب في تراكم السوائل (وذمة) التي قد تضغط الأنسجة الحساسة للألم.
سحايا المخ
عشرة في المئة من المرضى الذين يعانون من السرطان تنتشر إلى أجزاء مختلفة من الجسم تطوير سرطانات سحائية، حيث تتطور الشتلات المنتشر في السحايا (البطانة الخارجية) لكل من الدماغ والحبل الشوكي (مع احتمال الغزو من الدماغ أو الحبل الشوكي). وتمثل سرطان الجلد وسرطان الثدي وسرطان الرئة 90 في المائة من هذه الحالات. آلام الظهر والصداع - في كثير من الأحيان شديدة وربما ترتبط مع الغثيان والقيء والصلابة الرقبة والألم أو عدم الراحة في العينين بسبب التعرض للضوء (رهاب الضوء) - هي في كثير من الأحيان الأعراض الأولى لسرطان الأغشية السحائية. «الدبابيس والإبر» (تنمل)، الأمعاء أو ضعف المثانة وانخفاض ضعف الخلايا العصبية الحركية هي السمات المشتركة.
الضغط علي الحبل الشوكي
حوالي ثلاثة في المئة من مرضى السرطان يعانون من ضغط الحبل الشوكي، وعادة من التوسع في الجسم الفقري أو عنيق (الشكل 1) بسبب الانبثاث، التي تنطوي في بعض الأحيان انهيار الجسم الفقري. يحدث أحيانا ضغط من الانبثاث غير الفقرية المجاورة للحبل الشوكي. يؤدي ضغط المسالك الطويلة من الحبل نفسه إلى حدوث ألم في الأنبوب الجبهي وضغط جذر العصب الشوكي (الشكل 5) ينتج عنه ألم جذري. سبعون في المئة من الحالات تنطوي على الصدر، 20 في المئة القطني، و 10 في المئة من العمود الفقري العنقي. وحوالي 20 في المائة من الحالات تنطوي على مواقع متعددة للضغط. طبيعة الألم تعتمد على موقع الضغط.
الضغط علي العصب
الضغط العصب عن طريق الورم الرئيسي يسبب الاعتلال العصبي المحيطي في واحد إلى خمسة في المئة من مرضى السرطان.
سرطان الرئة صغير الخلية، وأقل من ذلك، سرطان الثدي، القولون أو المبيض قد تنتج التهاب العقد الجذرية الظهرية (الشكل 5)، عجلت حرق، وخز ألم في الأطراف، مع «البرق» في بعض الأحيان أو آلام لانسينينغ.
اعتلال الضفيرة العضدية
اعتلال الضفيرة العضدية هو منتج شائع لورم بانكوست، سرطان الغدد الليمفاوية وسرطان الثدي، ويمكن أن يسبب ألم شديد الحرق على الجزء الخلفي من اليد، والتشنج، سحق ألم الساعد.

### العظام

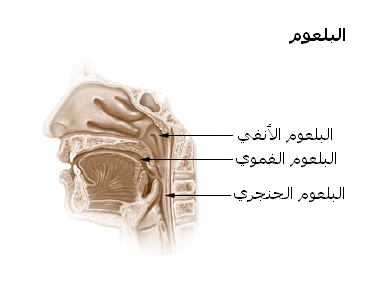
شكل. 2: قطاع عرضي في رأس الإنسان

غزو العظام من السرطان هو المصدر الأكثر شيوعا من آلام السرطان. حوالي 70 في المئة من مرضى سرطان الثدي والبروستاتا، و 40 في المئة من الذين يعانون من سرطان الرئة والكلى والغدة الدرقية تطور الانبثاث العظام. ويشعر عادة كما الرقة، مع آلام الخلفية الثابتة وحالات من تفاقم ذات الصلة عفوية أو الحركة، وغالبا ما يوصف بأنه شديد. الأورام في النخاع تحفز استجابة مناعية قوية مما يعزز حساسية الألم، وأنها تطلق المواد الكيميائية التي تحفز نوسيسبتورس. كما أنها تنمو، الأورام ضغط، تستهلك، التسلل أو قطع إمدادات الدم إلى أنسجة الجسم، والتي يمكن أن تسبب الألم.
كسر
الكسور الضلعية، الشائعة في الثدي والبروستاتا والسرطانات الأخرى مع الانبثاث الضلعي، يمكن أن يسبب ألم شديد وجيز على التواء الجذع والسعال والضحك والتنفس بعمق أو التحرك بين الجلوس والكذب. [4] في سرطان الثدي أو البروستاتا أو سرطان الرئة، الورم النخاعي المتعدد وبعض أنواع السرطان الأخرى، والأعراض الجانبية المفاجئة أو آلام الظهر قد تشير إلى كسر العظام المرضية (في معظم الأحيان في عظم الفخذ العلوي).
 'الجمجمة' 
قد تتأثر قاعدة الجمجمة من الانبثاث من سرطان القصبات والثدي أو البروستاتا، أو قد ينتشر السرطان مباشرة إلى هذه المنطقة من البلعوم الأنفي (الشكل 2)، وهذا قد يسبب الصداع، مذل الوجه، خلل أو الألم، أو ضعف الأعصاب القحفية - الأعراض الدقيقة تعتمد على الأعصاب القحفية المتأثرة.

### الحوض
الألم الناتج عن السرطان داخل الحوض يختلف تبعا للنسيج المتضرر، ولكنه غالبا ما يشع منتشر في الفخذ العلوي، وقد يشير إلى المنطقة القطنية. وغالبا ما يسبب اعتلال الضفيرة القطنية العجزية عن طريق تكرار السرطان في الفضاء بريساكرال، ويمكن أن تشير إلى الأعضاء التناسلية الخارجية أو العجان. قد يتسبب تكرار السرطان المحلي في جانب جدار الحوض في ألم في أحد الحفرة الحرقفية. الألم على المشي الذي يحصر المريض إلى الفراش يشير إلى احتمال التزام السرطان أو غزو العضلات الحرقفي. ألم في هيبوغاستريوم (بين السرة والعظام العانة) وغالبا ما توجد في سرطان الرحم والمثانة، وأحيانا في سرطان القولون والمستقيم وخاصة إذا تسلل أو تعلق على الرحم أو المثانة.

### الأحشاء

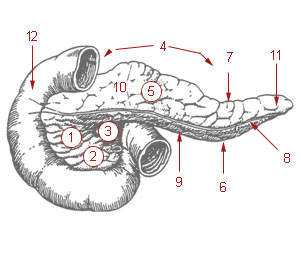
شكل. 3 :البنكرياس

الألم الحشوي منتشر ويصعب تحديد موقعه، وغالبا ماينتشر إلى مواقع بعيدة، عادة سطحية.
الكبد
نزيف حاد في سرطان الكبد يسبب ألم الربع العلوي الأيمن العلوي، ويمكن أن تكون مهددة للحياة، والتي تتطلب جراحة طارئة أو التدخل في حالات الطوارئ الأخرى.
الورم يمكن توسيع حجم الكبد عدة مرات، وبالتالي تمتد من كبسولة لها يمكن أن يسبب ألم مؤلم في هيبوكوندريوم الحق. الأسباب الأخرى للألم في الكبد الموسع هي الجر من الأربطة الداعمة عند الوقوف أو المشي، والكبد الضغط على القفص الصدري أو معسر جدار البطن، ويجهد العمود الفقري القطني. في بعض المواقف الكبد قد قرصة البريتوني الجداري ضد القفص الصدري السفلي، مما ينتج الألم الحاد، عابرة، بالارتياح عن طريق تغيير الموقف. قد يتسلل الورم أيضا إلى كبسولة الكبد، مما يسبب ألم مملة، وأحيانا طعن.
الكلى والطحال
سرطان الكلى والطحال تنتج آلام أقل من تلك التي تسببها ورم الكبد - أورام الكلى التي تسبب الألم فقط مرة واحدة وقد تم تدمير الجهاز تقريبا تقريبا والسرطان قد غزت الأنسجة المحيطة بها أو الحوض المجاور. الضغط على الكلى أو الحالب من ورم خارج الكلى يمكن أن يسبب ألم الجناح المتطرف. [7] التكرار المحلي للسرطان بعد إزالة الكلى يمكن أن يسبب ألم في الظهر القطني، أو L1 أو L2 العمود الفقري ألم في العصب الفخذ أو الفخذ العلوي، يرافقه ضعف وخدر في العضلات الحرقفية، وتفاقم بسبب النشاط.
البطن والأجهزة التناسلية
التهاب جدران الشريان والأنسجة المجاورة للأعصاب شائع في أورام البطن والجهاز البولي التناسلي الأعضاء الجوفاء. قد تسبب العدوى أو السرطان تهيج المثلث في المثانة البولية، مما يسبب تشنج العضلة النخاعية (العضلة التي تقلص البول من المثانة البولية)، مما يؤدي إلى ألم عميق فوق عظمة العانة، وربما يشير إلى طرف القضيب، من بضع دقائق إلى نصف ساعة.
الجهازالهضمي
ألم الأورام المعوية قد يكون نتيجة الحركة المضطربة، وتمدد، وتغيير تدفق الدم أو تقرح. الأورام اللمفاوية الخبيثة في الجهاز الهضمي يمكن أن تنتج أورام كبيرة مع تقرح كبير والنزيف.
الجهازالتنفسي
السرطان في الشجرة الهوائية عادة ما يكون غير مؤلم، ولكن تم الإبلاغ عن الأذن وآلام الوجه على جانب واحد من الرأس في بعض المرضى. يتم إحالة هذا الألم عن طريق الفرع الأذني للعصب المبهم.
البنكرياس
عشرة في المئة من المرضى الذين يعانون من سرطان الجسم البنكرياس أو الذيل تجربة الألم، في حين أن 90 في المئة من أولئك الذين يعانون من سرطان رئيس البنكرياس، وخاصة إذا كان الورم بالقرب من أمبولة الكبدية البنكرياس. يظهر الألم على البطن العلوي الأيسر أو الأيمن، هو ثابت، ويزيد في كثافة مع مرور الوقت. هو في بعض الحالات يعفى من يميل إلى الأمام ويزيد من الكذب على المعدة. آلام الظهر قد تكون موجودة، وإذا مكثفة، قد تنتشر اليسار واليمين. قد يتم إحالة آلام الظهر من البنكرياس، أو قد تشير إلى أن السرطان قد اختراق العضلات الطفيلي، أو دخلت في الغدة الصفاقية والغدد الليمفاوية باراورتيك 
المستقيم
ورم محلي في المستقيم أو تكرار تشمل الضفيرة بريساكرال قد يسبب الألم عادة ما يرتبط مع الحاجة الملحة للتبرز. هذا الألم قد نادرا ما يعود كألم شبح بعد الاستئصال الجراحي للمستقيم، على الرغم من أن الألم في غضون بضعة أسابيع من الاستئصال الجراحي للمستقيم هو عادة آلام الأعصاب بسبب الجراحة (الموصوفة في دراسة واحدة كما عفوية، متقطع، وخفيفة أو مؤلمة)، والألم الناشئ بعد ثلاثة أشهر (يوصف بأنه عميق، حاد، مؤلم، مكثف، ومستمر، يزداد سوءا بالجلوس أو الضغط) عادة ما يشير إلى تكرار المرض. ظهور الألم على الوقوف أو المشي (وصفها بأنها «جر») قد تشير إلى تكرار أعمق تنطوي على التعلق العضلات أو اللفافة.

### الأنسجة الرخوة
غزو الأنسجة الرخوة عن طريق الورم يمكن أن يسبب الألم عن طريق التحفيز أو التحفيز الميكانيكي لل نوسيسبتورس، أو تدمير الهياكل المتنقلة مثل الأربطة والأوتار والعضلات الهيكل العظمي.

## إجراءات التشخيص

شكل. 5: قطاع عرضي في فقرة

البزل القطني
في البزل القطني يتم إدخال إبرة بين فقرتين قطنيين، من خلال الأم الجافية والغشاء العنكبوتية المحيطة بالنخاع الشوكي، في الفضاء فلويد-فلد بين غشاء العنكبوتية والحبل الشوكي (تجويف تحت العنكبوتية)، والسوائل الدماغية النخاعية (كفس) يتم سحبها للفحص. في إحدى الدراسات، شعر 14 في المئة من المرضى بألم على البزل القطني.(الشكل 5) (fig. 5)
الصداع بعد ثقب الجافية
في بعض المرضى، تسرب لاحق من كسف من خلال ثقب الأم الجافية يسبب انخفاض مستويات كسف في الدماغ والحبل الشوكي، مما يؤدي إلى تطوير الصداع بعد ثقب الجافية بعد الولادة (بدف) ساعات أو أيام في وقت لاحق. يحدث بداية في غضون يومين في 66 في المئة وفي غضون ثلاثة أيام في تسعين في المئة من الحالات بدف. ونادرا ما يحدث ذلك مباشرة بعد ثقب أن الأسباب الأخرى المحتملة ينبغي التحقيق فيها عندما يفعل.
الصداع شديد ووصف بأنه «محرق وانتشار مثل المعدن الساخن»، الذي يتضمن الجزء الخلفي والجزء الأمامي من الرأس، وينتشر على الرقبة والكتفين، وأحيانا تنطوي على تصلب الرقبة. ويزيد من تفاقمها الحركة، والجلوس أو الوقوف، والارتياح إلى حد ما عن طريق الاستلقاء. الغثيان والقيء والألم في الذراعين والساقين، وفقدان السمع، وطنين، والدوار، والدوخة، ومذل فروة الرأس هي شائعة.

## الألم المتعلق بالعلاج
وتشمل علاجات السرطان المحتملة المؤلمة العلاج المناعي الذي قد ينتج آلام المفاصل أو العضلات. العلاج الإشعاعي، والذي يمكن أن يسبب ردود فعل الجلد، التهاب الأمعاء، التليف، اعتلال النخاع، نخر العظام، اعتلال الأعصاب أو اعتلال الضفيرة. العلاج الكيميائي، وغالبا ما يرتبط مع التهاب الغشاء المخاطي، وآلام المفاصل، وآلام في العضلات، والاعتلال العصبي المحيطي وآلام في البطن بسبب الإسهال أو الإمساك. العلاج الهرموني، والذي يسبب أحيانا مشاعل الألم. العلاجات المستهدفة، مثل تراستوزوماب وريتوكسيماب، والتي يمكن أن تسبب العضلات، المفاصل أو ألم في الصدر. مثبطات الأوعية مثل بيفاسيزوماب، والمعروف أن يسبب أحيانا آلام العظام. والجراحة، والتي قد تنتج الألم بعد العملية، آلام ما بعد البتر أو ألم عضلي قاع الحوض.

### العلاج الكيميائي

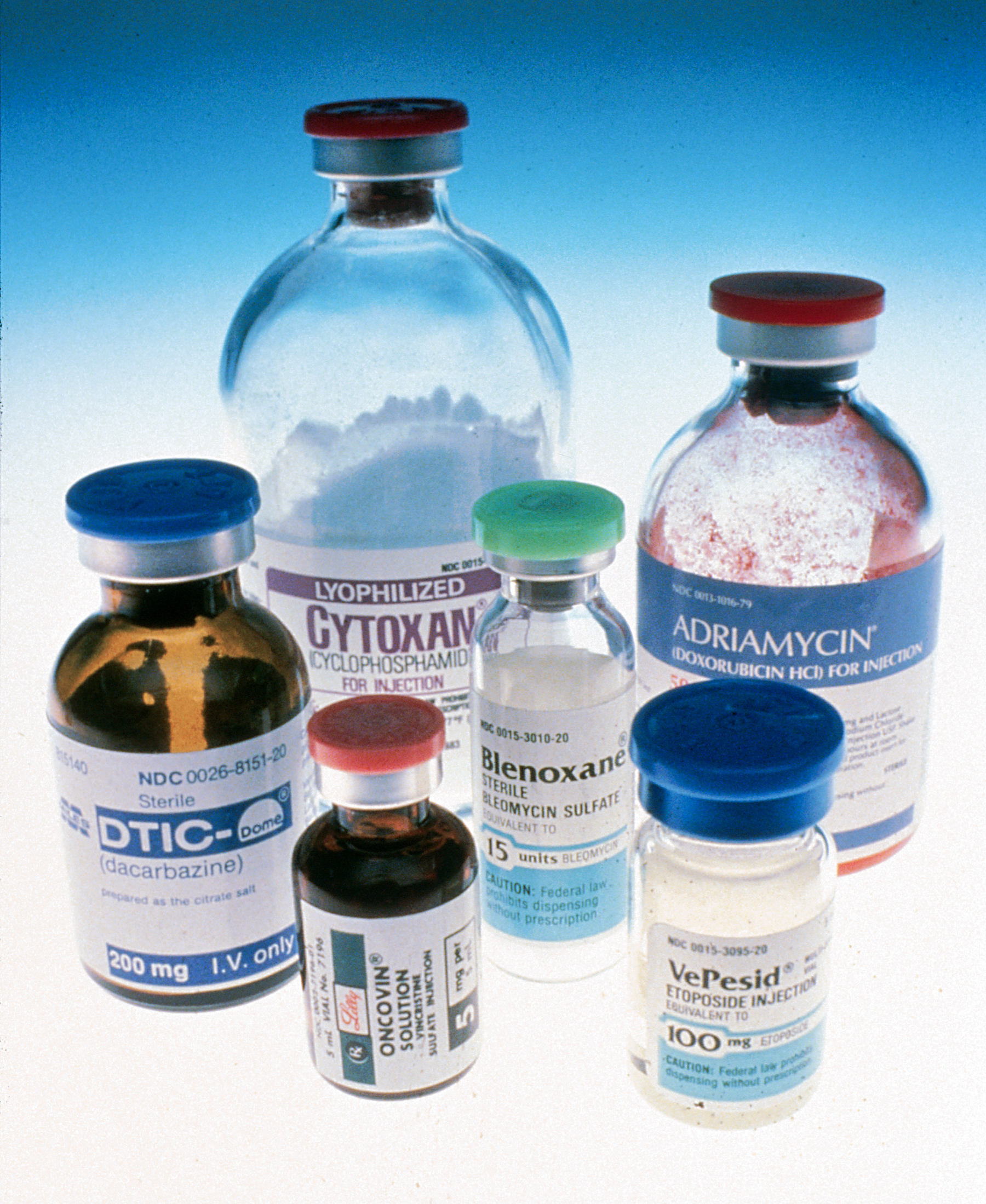
شكل. 4: أدوية العلاج الكيميائي

العلاج الكيميائي قد يسبب التهاب الغشاء المخاطي، آلام في العضلات، آلام المفاصل، آلام في البطن الناجمة عن الإسهال أو الإمساك، والاعتلال العصبي المحيطي

### العلاج الإشعاعي
العلاج الإشعاعي قد يؤثر على النسيج الضام المحيط بالأعصاب، وقد يتلف أو يقتل المادة البيضاء أو الرمادية في الدماغ أو الحبل الشوكي.